# Klimvaardigheidsbewijs

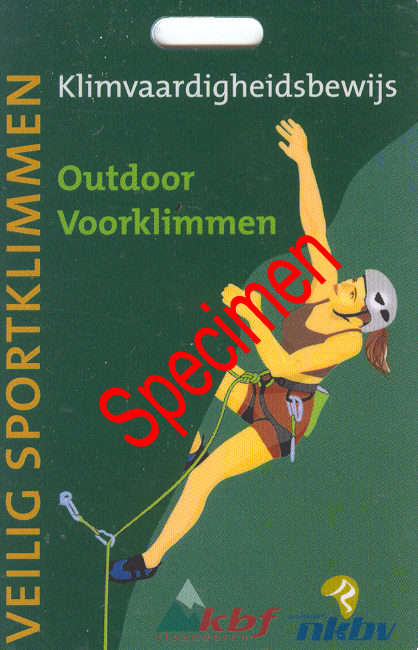
Klimvaardigheidsbewijs 3 (KVB3)

Het klimvaardigheidsbewijs  is een gemeenschappelijk project van de Klim- en Bergsportvereniging Vlaanderen (KBF) dat  in samenwerking met de Nederlandse Klim- en Bergsportvereniging (NKBV) een brevet heeft uitgewerkt dat aantoont dat men over alle competenties beschikt om te klimmen.
Het zal bestaan uit 4 verschillende niveaus, namelijk het KVB1, KVB2, KVB3 en KVB4.
Het KVB1 is het klimvaardigheidsbewijs Indoor Toprope dat aantoont dat men over alle competenties beschikt om veilig indoor te kunnen naklimmen. De meeste klimzalen in Vlaanderen (en in Nederland) zullen met dit brevet toegang verlenen zonder dat men de wettelijke voorziene interne verplichte controles moet ondergaan. Indien men dit brevet niet bezit is de klimzaal verantwoordelijk om te bepalen of je wel of niet mag klimmen in hun zaal.
Het KVB2 is bedoeld voor het indoor voorklimmen en voor competitieklimmers. Het KVB3 voor het Outdoor Voorklimmen rotsklimmen en het KVB4 voor het Adventure Klimmenalpinisme. Het KVB4 is momenteel  nog niet volledig uitgewerkt.
Op de achterzijde staan de identificatiegegevens van de eigenaar en de beoordelaar met de datum waarop de proef is afgelegd.